# 17-та танкова дивізія (Третій Рейх)
17-та танкова дивізія (Третій Рейх) (нім. 17. Panzer-Division) — танкова дивізія Вермахту в роки Другої світової війни.

## Історія
17-та танкова дивізія була сформована 1 листопада 1940 на базі 27-ї піхотної дивізії Вермахту в Аугсбурзі в VII-му військовому окрузі (нім. Wehrkreis VII).

## Райони бойових дій та дислокації дивізії
- Німеччина (листопад 1940 — червень 1941);
- СРСР (центральний напрямок) (червень 1941 — листопад 1942);
- СРСР (південний напрямок) (листопад 1942 — березень 1944);
- СРСР (центральний напрямок) (березень — серпень 1944);
- Польща (серпень 1944 — березень 1945);
- Німеччина (березень — травень 1945).

## Командування

### Командири
- генерал-лейтенант Ганс-Юрген фон Арнім (нім. Hans-Jürgen von Arnim) (1 листопада 1940 — 28 червня 1941), поранений в бою;
- генерал-майор Йоганес Штрайх (нім. Johannes Streich) (28 червня — 7 липня 1941, ТВО);
- генерал-майор Карл Ріттер фон Вебер (нім. Karl Ritter von Weber) (7 — 18 липня 1941), отримав поранення в бою, помер від ран 20 липня 1941[1];
- оберст Рудольф-Едуард Ліхт (нім. Rudolf-Eduard Licht) (18 — 21 липня 1941, ТВО);
- генерал-лейтенант Вільгельм фон Тома (нім. Wilhelm Ritter von Thoma) (21 липня — 19 вересня 1941, ТВО);
- генерал-лейтенант Ганс-Юрген фон Арнім (19 вересня — 11 листопада 1941);
- генерал-майор Рудольф-Едуард Ліхт (11 листопада 1941 — 10 грудня 1942);
- генерал-лейтенант Фрідолін фон Зенгер унд Еттерлін (нім. Fridolin von Senger und Etterlin) (10 грудня 1942 — 16 червня 1943);
- генерал-лейтенант Вальтер Шіллінг (нім. Walter Schilling) (16 червня — 20 липня 1943), загинув у бою 20 липня 1943[2];
- генерал-майор Карл-Фрідріх фон дер Меден (нім. Karl-Friedrich von der Meden) (20 липня — 30 листопада 1943);
- генерал-майор Рудольф Генріці (нім. Rudolf Henrici) (1 грудня 1943 — січень 1944, ТВО);
- генерал-майор Карл-Фрідріх фон дер Меден (січень — 9 лютого 1944);
- генерал-майор Ганс Трегер (нім. Hans Tröger) (10 лютого — травень 1944, ТВО);
- генерал-майор Карл-Фрідріх фон дер Меден (травень — 20 вересня 1944);
- оберст Рудольф Август Демме (нім. Rudolf August Demme) (20 вересня — 2 грудня 1944, ТВО);
- оберст Альберт Брукс (нім. Albert Brux) (2 грудня 1944] — 19 січня 1945, ТВО);
- оберст, з 1 квітня 1945 генерал-майор Теодор Кречмер (нім. Theodor Kretschmer) (1 лютого — 8 травня 1945).

## Нагороджені дивізії
Нагороджені дивізії
Нагороджені Сертифікатом Пошани Головнокомандувача Сухопутних військ для військових формувань Вермахту за збитий літак противника
- 19 липня 1942 — 3-тя рота 40-го моторизованого полку за дії 24 травня 1942 (189).

|  | Кавалери Нагрудного знаку ближнього бою в золоті                                                         | 21                                                                                         |
|  | Кавалери Золотого Німецького Хреста                                                                      | 164                                                                                        |
|  | Кавалери Лицарського хреста Залізного хреста з Дубовим листям                                            | 2 (№ 140 оберстлейтенант Герман Зайц — 31.10.1942 № 504 оберст Альберт Брукс — 24.06.1944) |
|  | Кавалери Лицарського хреста Залізного хреста                                                             | 27                                                                                         |
|  | Кавалери Почесної Відзнаки Сухопутних військ «Почесна пряжка на орденську стрічку для Сухопутних військ» | 38                                                                                         |

- Нагороджені Сертифікатом Пошани Головнокомандувача Сухопутних військ (11)
- Нагороджені Сертифікатом Пошани Головнокомандувача Сухопутних військ за збитий літак противника (1)

## Бойовий склад 17-ї танкової дивізії
- штаб дивізії:
  - моторизований картографічний відділ;
  - 17-та рота фельджандармерії (Feldgendarmerie-Kompanie 17);
- рота охорони.
- 17-та мотопіхотна бригада:
  - 40-й мотопіхотний полк;
  - 63-й мотопіхотний полк;
  - 17-й мотоциклетний батальйон.
- 39-й танковий полк;
- 27-й моторизований артилерійський полк;
- 27-й танковий розвідувальний батальйон;
- 27-й батальйон самохідної артилерії;
- 27-й інженерно-саперний батальйон;
- 27-й танковий батальйон зв'язку;
- 27-й загін постачання;
- 27-й навчальний батальйон.

- штаб дивізії:
  - моторизований картографічний відділ;
  - 17-та рота фельджандармерії (Feldgendarmerie-Kompanie 17);
- рота охорони.
- 17-та мотопіхотна бригада:
  - 40-й мотопіхотний полк;
  - 63-й мотопіхотний полк;
  - 17-й мотоциклетний батальйон.
- 39-й танковий полк;
- 27-й артилерійський полк;
- 27-й танковий розвідувальний батальйон;
- 27-й винищувально-протитанковий дивізіон;
- 27-й саперний батальйон;
- 27-й батальйон зв'язку;
- 27-й загін постачання;
- 27-й навчальний батальйон.

- штаб дивізії:
  - моторизований картографічний відділ;
  - 19-та рота фельджандармерії;
- 40-й панцергренадерський полк;
- 63-й панцергренадерський полк;
- 39-й танковий полк;
- 27-й артилерійський полк;
- 17-й розвідувальний батальйон;
- 27-й винищувально-протитанковий дивізіон;
- 297-й зенітний дивізіон;
- 27-й саперний батальйон;
- 27-й батальйон зв'язку;
- 27-й загін постачання;
- 27-й навчальний батальйон.